# Султонобод (Шахритусский район)
Султонобо́д (тадж. Султонобод) — село в Хатлонской области Республики Таджикистан. 
Административно входит в состав джамоата (сельской общины) Пахтаобод Шахритусского района.
Находится на расстоянии 57 км от райцентра (пгт. Шахритус) и 12 км от центра джамоата (село Устокорон).
Название села означает «место правителя (султана)». 
Прежнее название — участок Султанабад.
Население — 4888 чел. (2017).